# フラグタイム
『フラグタイム』は、さとによる漫画作品。『もっと!』（秋田書店）にて、2013年Vol.2より連載開始。同誌のVol.3に掲載されたのち、ウェブコミックサイト『Champion タップ!』（同社）に移籍して同年7月18日更新分から2014年9月25日更新分まで連載された。

## あらすじ
人付き合いが苦手な高校生の森谷美鈴は時間を止める能力を持ち、その間に変態行為を楽しむ少女であった。ある日、森谷は時間が停止する3分の間に、クラスメイトの村上遥のスカートの中を覗いていたが、彼女には時間停止の能力が効かず、森谷の行動がバレてしまう。変態行為を人にばらされたくなかった森谷は村上に謝罪し、お詫びとして、村上の願いなら何でも聞いてあげると約束をする。そして、その事件を機に2人の少し風変わりな学園生活が幕を開けるのであった。

## 登場人物
声の項はアニメ版の声優。
森谷 美鈴（もりたに みすず）
声 - 伊藤美来
本作品の主人公。時間を3分間停止させる能力を持ち、同性の可愛い子の顔を眺めたり、スカートをめくってパンツを覗いたりといった行為を繰り返していた。
ある日、クラスメイトの村上遥によって全てがバレてしまう。
村上 遥（むらかみ はるか）
声 - 宮本侑芽
クラスの中心的人物で顔立ちが整った少女。
森谷とはクラスメイトであり、ある日彼女の秘密を知ってしまう。
小林 由香利（こばやし ゆかり）
声 - 安済知佳
森谷のクラスメイト。眼鏡をかけている少女。卓球部所属。

## 書誌情報
- さと 『フラグタイム』 秋田書店〈少年チャンピオンコミックス・タップ！〉、全2巻
  1. 2014年3月7日発売[4]、ISBN 978-4-253-13253-4
  2. 2014年11月7日発売[5]、ISBN 978-4-253-13254-1

## OVA
2019年11月22日より新宿バルト9ほかにて期間限定公開。監督・脚本の佐藤卓哉や音楽のrionosを中心に、OVA『あさがおと加瀬さん。』に携わったスタッフで構成されている。キャッチコピーは「3分間だけ、あなたのこと好きにさせて。」「あの時間が本当にあったって、忘れないように」。興行収入は5000万円。

### 制作に至る経緯
原作コミックスは2013年から連載が開始された作品だが、明確な起承転結やキャッチーな要素がある点などから今の時代に求められるモノ作りにハマるのではないかと連載終了から5年という時間を経て、映像化された。

### 製作

#### 美術・映像
『あさがおと加瀬さん。』では作画監督を担当した須藤智子が自身初のキャラクターデザインを担当している。監督の佐藤によると、『あさがお』の作業をしているときに感じた須藤の人柄や真面目な姿勢から滲み出る絵の雰囲気が、絶対に『フラグタイム』に合うと思っていたという。

#### 劇伴
劇伴を担当したrionosは日本的な情緒をうまく残しつつ、ポップスになりすぎないように絶妙なバランスを探りながら本作の楽曲制作に臨んだ。メインの楽器はピアノだが、感情的な映像の部分ではもっと楽器の広がりがあってもいいのではないかという佐藤の助言からエレキギターやフルートが取り入れられている。

#### キャスティング・演技
OVAの出演者のうち、森谷美鈴役と村上遥役についてはオーディションが実施された。森谷役の伊藤美来は、当初村上だけでオファーを受けていたが、スタジオオーディションの際にその場で森谷を演じ決定した。声質自体にアニメっぽい雰囲気があるが、圧倒的にモノローグが多い作品の中で、ずっと聴いていられる声質という部分が評価されている。
一方、村上役の宮本侑芽は森谷と村上の両方を受けたが、原作を読んだ時から村上のほうが感情移入できたとのこと。オーディションでは、リアルな〝冷めた女子高生〟の芝居をし、ちょっと冷めつつ、優しさもあるナチュラルさが高い評価を受けた。最終的に、オーディションに残った数人の中で相性が一番良い組み合わせだったことから、それぞれ役に選ばれている。
小林役の安済知佳は、原作担当編集が「小林はとにかくいいやつ」とオーダーし、音響スタッフから、安済さんなら〝いいやつ〟ができるのではないか推薦があり、小林役に起用された。安済はもともと森谷役と村上役の両方のオーディションを受けており、最後の候補まで残っていたという。

#### 主題歌
主題歌はEvery Little Thingの楽曲「fragile」のカバーで、伊藤と宮本が歌唱している。
伊藤は『フラグタイム』と『fragile』は「脆い」や「壊れる」といった同じ意味があったことから森谷として感情移入がしやすかったと語っており、宮本は村上と森谷の会話のようにできればと思い、収録当日も森谷と伊藤のことを思いながら歌ったという。
「fragile」という選曲については、本作のプロデューサーが「カバーに合いそうな恋愛J-POP」を探していたところ本作に直接の関わりはないある女性スタッフから提案されしっくりきたために選ばれたという。

#### BD／DVD
2020年5月13日にBDとDVDが一般発売された。初回限定生産の「フラグタイム」Blu-ray Timeless Editionには、キャラクターデザイン・須藤智子描き下ろしボックス、原作・さと描き下ろしデジパック仕様に加え、原作・さとによる描き下ろし漫画小冊子「あの頃のふたり」が封入されている。音声特典には、伊藤美来・宮本侑芽・安済知佳のキャスト3名による本編オーディオコメンタリーが収録されている。エピローグドラマ「瞬間」と、外伝「少女卓球大戦」がドラマCDとして収録されている。

### 制作スタジオ運営会社の経営破綻
本作のアニメーション制作を担当したティアスタジオを運営する株式会社ネクストバッターズサークルは2019年12月27日に東京地方裁判所から破産手続開始決定を受けた。これを受けて本作の製作委員会は、ネクストバッターズサークルの破産手続開始決定当日に、制作費をネクストバッターズサークルから受領していない関係者を対象に、イーストフィッシュスタジオを窓口とした相談窓口を設置した。
2020年3月31日には設定資料集シリーズを3冊同時に発売。全利益をネクストバッターズサークルの破産手続によって不利益を被ったスタッフに還元するという。

### キャスト
- 森谷美鈴 - 伊藤美来
- 村上遥 - 宮本侑芽
- 小林由香利 - 安済知佳
- 島袋美由利
- 拝師みほ
- 梅原裕一郎
- 田所あずさ
- 高橋未奈美
- 佐倉綾音
- 石橋桃
- 大塚さくら
- 小野将夢
- 熊谷健太郎
- 河内奏人
- 新祐樹
- 杉崎亮
- 鈴木花穏
- 田中誠人
- 東城咲耶子
- 保住有哉
- 吉貞萌
- 若山詩音

### スタッフ
- 原作 - さと[13]
- 監督・脚本 - 佐藤卓哉[13]
- キャラクターデザイン - 須藤智子[13]
- プロップデザイン - 西本成司[13]
- 色彩設計 - 岩井田洋[13]
- 美術監督 - 本多敬[13]
- 美術設定 - 本多敬、佐藤正浩、きむらひでふみ[13]
- 撮影監督 - 口羽毅[13]
- 編集 - 後藤正浩[13]
- 音楽 - rionos[13]
- アニメーション制作 - ティアスタジオ[13]、イーストフィッシュスタジオ
- 配給 - ポニーキャニオン[13]
- 製作 - ポニーキャニオン、秋田書店、創通、フジテレビ、WOWOW

### 主題歌
「fragile」
作詞 - 持田香織 / 作曲 - 菊池一仁 / 編曲 - 谷口尚久 / 歌 - 森谷美鈴（伊藤美来）、村上遥（宮本侑芽）